# Lug (Tomislavgrad, BiH)
Lug je naseljeno mjesto u općini Tomislavgrad, Federacija Bosne i Hercegovine, BiH.

## Zemljopis
Selo se nalazi na obroncima planine Ljubuše. Kroz selo protiče rijeka Šujica koja u ljetnim mjesecima ponekad i presuši. Inače je tipična krška rijeka ponornica, koja ponire u selu Tubolja. Preko rijeke je 20. rujna 1986. sagrađen most.

## Stanovništvo

### 1991.
Nacionalni sastav stanovništva 1991. godine, bio je sljedeći:
- Hrvati - 266 (100%)

### 2013.
Nacionalni sastav stanovništva 2013. godine, bio je sljedeći:
ukupno: 243
- Hrvati - 241 (99,18%)
- Bošnjaci - 1 (0,41%)
- Srbi - 1 (0,41%)

## Povijest
Godine 1768. kao naseljeno mjesto pojavljuje se selo Lug. Lug ima 5 kućanstava, 43 odraslih i 21 malodobnih od kojih su ( Mlakić, Jelić, Hrnjaković, Slipac i Tomasović). Gdje poslije ova prezimena nestaju iz sela, tj. preseljavaju se na druga područja.
Nakon sto je 10. lipnja 1807 ukinuta Poljička Republika, oko 1820. godine pa nadalje u selu se pojavljuje prezime Stanić koje je porijeklom iz sela Zvečana kraj Omiša. U selo dolazi Otac, najvjerojatnije Nikola, sa svoja tri sina koja se zovu Mate(Brko), Mijo i Jure. Nikola dovodi svoga tetkića (po majci Šoljak) kojega prima za svoga četvrtog sina, te mu daruje četvrtinu svog imanja. Zato postoje četiri plemena u koja se svrstavaju ( Antići, Mijići, Brkići i Šoljci).
1867. godine Lug ima četiri kuće Stanića i jedna kuća Križanaca.
Smatra se da je glavni razlog njihova dolaska bio Napoleonov prodor u Poljicku Republiku. Napoleonova vojska je spalila sela te pocinila masakr među stanovnicima, te su nakon toga Stanići doselili u danasnji Lug. 
Nazalost, tragicna sudbina Stanića ponovila se nakon 123 godine, kad je od prvih Stanica na Lugu vec bilo mnogo potomaka. U selu je se dana 16.12.1943 dogodio masakar u kojem je stradalo 83 ljudi. Masakr su počinili Njemački vojnici i njihovi domaći saveznici. Svake godine taj dan je obilježen svetom misom na mjestu, na kojem su žitelji, većinom Luga, ali također i Kuka i Letke, stradali.
Najstarija je zrtva imala preko 70 godina a najmladja tek 2 mjeseca. Vecina zrtava je bila spaljena.

## Gospodarstvo
Dosta stanovnika je iseljeno, većinom u Austriju i Njemačku, a ostatak je većim dijelom zaposlen kao građevinski radnici u Dalmaciji. Velik udio u zapošljavanju zauzima poljoprivreda i stočarstvo (Duvanjsko polje).

## Poznate osobe
- Ilija Protuđer, kroatist

## Znamenitosti
Selo je sudjelovalo je u financijskoj podršci izgradnje crkve Blažene Djevice Marije, kraljice Hrvata, koja je sagrađena na brežuljku zvanom Širokovac, koji se nalazi između Luga i Kuka.

## Zanimljivosti
Svake godine, prve nedjelje poslije blagdana Velike Gospe, u selu tj. na Širokovcu se organizira proslava posvećenja crkve BDM, kraljice hrvata. Crkva je posvećena u ljeto 2006, a posvetio ju je izaslanik Ratka Perića, biskupa Mostasko-duvanjske biskupije. Na proslavi nakon mise redovito nastupaju HKUD-a i Perica Križanac (Pega), poznati mladi guslar u tom kraju. 
Izdao je 2 CD-a: "Izumiranje Hrvata u BiH" i "Tragedija u hrvatskom selu Lugu".
Glavni organizator radova na crkvi je bio fra Ljubo Ćutura, a financirali su, između ostalih, žitelji Mokronoga, Luga, Kuka i Sarajlija.
U selu je najzastupljenije prezime Stanić, no tu su također i Križanac, Bagarić, Kovčo, Tadić, Protuđer. Smatra se da Stanići potječu iz područja današnjeg Omiša (Hrvatska), gdje i danas postoji naselje .

## Vanjske poveznice:
- Lug